# Krelj
Krelj je priimek več znanih Slovencev:
- Sebastijan Krelj (1538—1567), protestantski pisatelj